# Lijst van burgemeesters van Eeklo
Dit is een lijst van burgemeesters van de Belgische gemeente Eeklo.
| Periode                  | Naam                        | Partij          | geb.-overl. |
| ------------------------ | --------------------------- | --------------- | ----------- |
| 1830-1831                | Karel Stroo                 | -               | 1793-1873   |
| 1831-1836                | Joseph Dhuyvetter           | lib.            | 1779-1861   |
| 1836-1846                | Karel Stroo                 | -               | 1793-1873   |
| 1846-1848                | Carolus Bernardus Temmerman | -               | 1793-1880   |
| 1848-1859                | Joseph Dhuyvetter           | lib.            | 1779-1861   |
| 1859-1872                | Romanus van Wassenhove      | lib.            | 1793-1873   |
| 1872-1874                | Aimé Euerard                | kath.           | 1833-1896   |
| 1874-1881                | Désiré Steyaert             | kath.           | 1816-1881   |
| 1882-1884                | Edouard Neelemans           | kath.           | 1820-1899   |
| 1885-1902                | Philip Alfons De Wachter    | kath.           | 1831-1902   |
| 1902-1920                | Emiel Dauwe                 | kath.           | 1848-1930   |
| 1921-1938                | Lionel Pussemier            | Katholiek       | 1869-1938   |
| 1939 - 4 september 1944  | Arthur Van Zandycke         | -               | ?-1944      |
| 6 - 30 september 1944    | Karel Heene                 | -               | ?-?         |
| 30 september 1944 - 1945 | Lionel Van Damme            | Liberalen       | 1876-1945   |
| 1946-1970                | Maurice Goethals            | CVP             | 1884-1970   |
| 1971-1976                | Piet Van Gyseghem           | CVP-scheurlijst | 1932-1982   |
| 1977-1988                | Alfons Coppieters           | CVP             | 1924-2016   |
| 1989-1994                | Roni De Waele               | VLD             | 1944-       |
| 1995-2006                | Erik Matthijs               | CD&V            | 1949-       |
| 2007-2018                | Koen Loete                  | CD&V            | 1967-       |
| 2019-2024                | Luc Vandevelde              | SMS             | 1968-       |
| 2024-heden               | Koen Loete                  | CD&V            | 1967-       |

Brussels Hoofdstedelijk Gewest:
Anderlecht · 
Brussel

Vlaanderen:
Aalst · 
Aarschot · 
Antwerpen · 
 Asse · 
Beernem · 
Bertem · 
Blankenberge · 
Brugge · 
Damme · 
De Haan · 
De Panne · 
Deerlijk · 
Deinze · 
Eeklo · 
Evergem · 
Galmaarden · 
Geraardsbergen · 
Gent · 
Halle · 
Hasselt · 
Herent · 
Herk-de-Stad · 
Herzele · 
Heusden-Zolder · 
Houthalen-Helchteren · 
Ichtegem · 
Kaprijke · 
Knokke-Heist · 
Kortemark · 
Kortenberg · 
Kortrijk · 
Leuven · 
Lichtervelde · 
Lievegem · 
Lokeren · 
Maldegem · 
Mechelen · 
Moerbeke-Waas · 
Ninove · 
Oostende · 
Oostkamp · 
Poperinge · 
Roeselare · 
Ronse · 
Sint-Lievens-Houtem · 
Sint-Niklaas · 
Sint-Truiden · 
Temse · 
Tielt · 
Tienen · 
Tongeren · 
Torhout · 
Veurne · 
Waregem · 
Wellen · 
Wetteren · 
Wichelen · 
Zaventem · 
Zedelgem · 
Zele · 
Zonhoven · 
Zottegem

Wallonië: 
Charleroi · 
's-Gravenbrakel · 
Morlanwelz · 
Ophain-Bois-Seigneur-Isaac